# Custo de abatimento marginal
O custo de abatimento é o custo de reduzir os negativos ambientais, como a poluição . O custo marginal é um conceito econômico que mede o custo de uma unidade adicional. O custo marginal de abatimento, em geral, mede o custo de reduzir mais uma unidade de poluição. Os custos marginais de abatimento também são chamados de "custo marginal" de reduzir tais negativos ambientais.
Embora os custos marginais de redução possam ser negativos, como quando a opção de baixo carbono é mais barata do que a opção de negócios como sempre, os custos marginais de redução geralmente aumentam acentuadamente à medida que mais poluição é reduzida. Em outras palavras, fica mais caro [mudanças de tecnologia ou infraestrutura] reduzir a poluição além de um certo ponto.
Os custos marginais de abatimento são normalmente usados em uma curva de custo marginal de abatimento, que mostra o custo marginal de reduções adicionais na poluição. Os legisladores e empresas usam as curvas MAC para ilustrar a economia da mitigação da mudança climática e contribuir para a tomada de decisões quando se trata de desenvolver estratégias internas de carbono.

## Uso
Os comerciantes de carbono usam curvas de custo de abatimento marginal para derivar a função de oferta para modelar os fundamentos do preço do carbono. As empresas de energia podem empregar curvas de custo de abatimento marginal para orientar suas decisões sobre estratégias de investimento de capital de longo prazo para selecionar entre uma variedade de opções de eficiência e geração. Economistas usaram curvas de custo de abatimento marginal para explicar a economia do comércio de carbono inter-regional. Os formuladores de políticas usam curvas de custos marginais de abatimento como curvas de ordem de mérito, para analisar quanto abatimento pode ser feito em uma economia a que custo e para onde a política deve ser direcionada para alcançar as reduções de emissões. Esse dado pode ser muito importante para uma empresa. Por exemplo, uma empresa industrial exigida pela Agência de Proteção Ambiental dos Estados Unidos (EPA) para limpar a poluição criada pelo local de fabricação, processamento ou descarga de resíduos de uma empresa. A maioria das vezes, os custos de redução estão envolvidos.
As curvas de custo de abatimento marginal não devem ser usadas como curvas de oferta de abatimento (ou curvas de ordem de mérito) para decidir quais medidas implementar para atingir uma determinada meta de redução de emissões. De fato, as opções listadas levariam décadas para serem implementadas, e pode ser ideal implementar medidas caras, mas de alto potencial, antes de introduzir medidas mais baratas.

## Crítica
A forma como as curvas de custos marginais de abatimento são geralmente construídas tem sido criticada pela falta de transparência e pelo mau tratamento que faz da incerteza, dinâmica intertemporal, interações entre setores e benefícios auxiliares. Há também a preocupação com a classificação enviesada que ocorre se algumas opções incluídas tiverem custos negativos.

## Exemplos de curvas de custo de abatimento marginal existentes
Em todo o mundo, estudos de custos marginais de abatimento mostram que melhorar a eficiência energética dos edifícios e substituir usinas de energia fóssil por renováveis são geralmente as formas mais econômicas de reduzir as emissões de carbono.
Vários economistas, organizações de pesquisa e consultorias produziram curvas de custo de abatimento marginal. A Bloomberg New Energy Finance e a McKinsey & Company produziram análises econômicas amplas sobre reduções de emissões de gases de efeito estufa nos Estados Unidos . A ICF International produziu uma curva específica da Califórnia seguindo a legislação do Global Warming Solutions Act de 2006, assim como Sweeney e Weyant.
O Wuppertal Institute for Climate, Environment and Energy produziu várias curvas de custo de abatimento marginal para a Alemanha (também chamadas de Curvas de Potencial de Custo), dependendo da perspectiva (usuário final, serviços públicos, sociedade).
A Agência de Proteção Ambiental dos EUA trabalhou em uma curva de custo de redução marginal para emissões de dióxido de carbono, como metano, N 2 O e hidrofluorcarbonos . Enerdata e Laboratoire d'Economie de la Production et de l'Intégration-Le Centre national de la recherche scientifique (França) produzem curvas de custo de abatimento marginal com o modelo Prospective Outlook on Long-term Energy Systems (POLES) para os 6 gases do Protocolo de Quioto . Essas curvas têm sido usadas por vários atores públicos e privados para avaliar as políticas de carbono ou por meio do uso de uma ferramenta de análise do mercado de carbono.
O plano de desenvolvimento de energia de baixo carbono de 2013 do Banco Mundial para a Nigéria, preparado em conjunto com o Banco Mundial, utiliza curvas de custo de abatimento marginal criadas no Analytica .